# 神奈川県立大井高等学校
神奈川県立大井高等学校（かながわけんりつおおいこうとうがっこう）は神奈川県足柄上郡大井町に所在する公立の高等学校。

## 設置学科
- 普通科（クリエイティブスクール）

## 部活動
- 運動部
  - 硬式野球、サッカー、陸上競技、ソフトテニス、硬式テニス、バスケットボール、バドミントン、バレーボール、卓球、弓道、ダンス、剣道、ワンダーフォーゲル、柔道
- 文化部
  - 演劇、吹奏楽、料理、茶道、自然科学、イラスト、美術、音楽、ボランティア、器楽、かるた、服飾同好会、写真

## 沿革
- 1983年（昭和58年）4月1日 - 開校
- 2026年（令和8年）3月31日 - 小田原城北工業高等学校と再編統合の予定[1]。

## 交通
- 小田急小田原線
  - 栢山駅下車 徒歩25分 （県道714号を歩く）
  - 開成駅下車 徒歩30分
- JR御殿場線 上大井駅下車　徒歩25分
- 富士急湘南バス 栢山駅発大井高校前行、終点下車